# Église de Juditten
L'église de Juditten (en allemand : Kirche von Juditten) est une église construite en 1288 située alors à Juditten (aujourd'hui Mendeleïevo - Mendelejewo dans la transcription allemande - quartier périphérique de la ville de Kaliningrad) qui était une fortification sur la route de Königsberg, construite par les chevaliers teutoniques. Elle fait partie aujourd'hui d'un monastère orthodoxe.

## Histoire

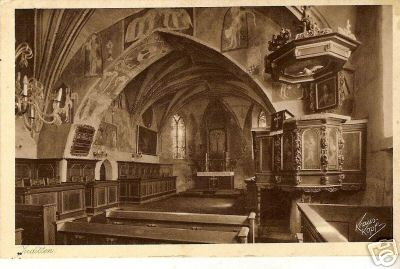
Intérieur vers 1930

Cette église est construite sous la protection de Notre Dame par les chevaliers teutoniques installés dans la région en 1288 qui en font un lieu de pèlerinage. C'est donc l'une des plus anciennes églises du Samland. Sa nef principale repose sur de grands rocs qui ne sont presque pas travaillés, tandis que son mur occidental de style gothique est construit en briques. On construit un clocher au XIVe siècle, tandis que le chœur et l'arc principal sont décorés de fresques représentant le Christ, la Vierge et le Jugement dernier et que les murs de l'église se couvrent des blasons des chevaliers. il y avait parmi ceux-ci le blason du Grand-Maître Ulrich von Jungingen qui fut tué à la bataille de Grunwald, ainsi qu'une des statues de Prusse des plus vénérables représentant Notre Dame sur un croissant de lune, telle qu'elle est décrite dans l'Apocalypse de saint Jean (XVe siècle). Les pèlerins venaient nombreux pour la prier.
Cependant de catholique, l'église passe à la Réforme protestante au XVIe siècle, parallèlement à la dissolution de l'Ordre. Un nouvel autel décoré de peintures de saints est commandé au du XVIIe siècle, comme la chaire décorée des portraits des quatre Évangélistes et d'autres éléments du mobilier.
L'église subit quelques aménagements vers 1820 et le clocher est reconstruit à la fin du XIXe siècle. 
L'église ne souffre presque pas des bombardements anglo-américains de juillet 1944, ni des combats d'avril 1945 du front de l'est, et les Allemands autochtones ont droit de rester jusqu'en 1948, date à laquelle ils sont expulsés. Le culte est alors interrompu et l'église se trouve peu à peu dans un état de dégradation alarmant. Le toit s'effondre dans les années 1950 et plus tard le haut du clocher s'écroule. L'église est en ruines dans les années 1970...Les autorités municipales décident alors quelques années plus tard de donner les ruines à la communauté orthodoxe. Celle-ci la restaure et l'église est consacrée à saint Nicolas le 6 octobre 1985, mais les travaux continuent jusqu'au début des années 1990.
Plus tard un monastère de religieuses se construit autour de l'église qui devient alors l'église abbatiale. Le monastère dépend du diocèse (éparchie dans le rite orthodoxe) de Smolensk et de Kaliningrad.

## Cimetière
- Stanislaus Cauer (1867-1943), sculpteur, tombe disparue